# Spragueia guttata
Spragueia guttata là một loài bướm đêm trong họ Noctuidae.